# Spettrometria di massa a tempo di volo
La spettrometria di massa a tempo di volo (TOFMS, time-of-flight mass spectrometry) è un tipo di spettrometria di massa, legato alla misura del tempo di volo, in cui gli ioni da analizzare vengono accelerati da un campo elettrico di intensità nota. L'accelerazione degli ioni all'interno del tubo di deriva avviene a energia cinetica costante; le loro velocità variano in modo inversamente proporzionale alla massa, ne consegue che gli ioni più leggeri raggiungono prima il detector. Viene quindi misurato il tempo che occorre alla particella per raggiungere un rivelatore ad una distanza conosciuta. Dato che la velocità dello ione dipende dal rapporto massa/carica (le particelle più pesanti raggiungono velocità più basse), da questo tempo e dai parametri sperimentali noti si può calcolare il rapporto massa/carica dello ione.

## Teoria

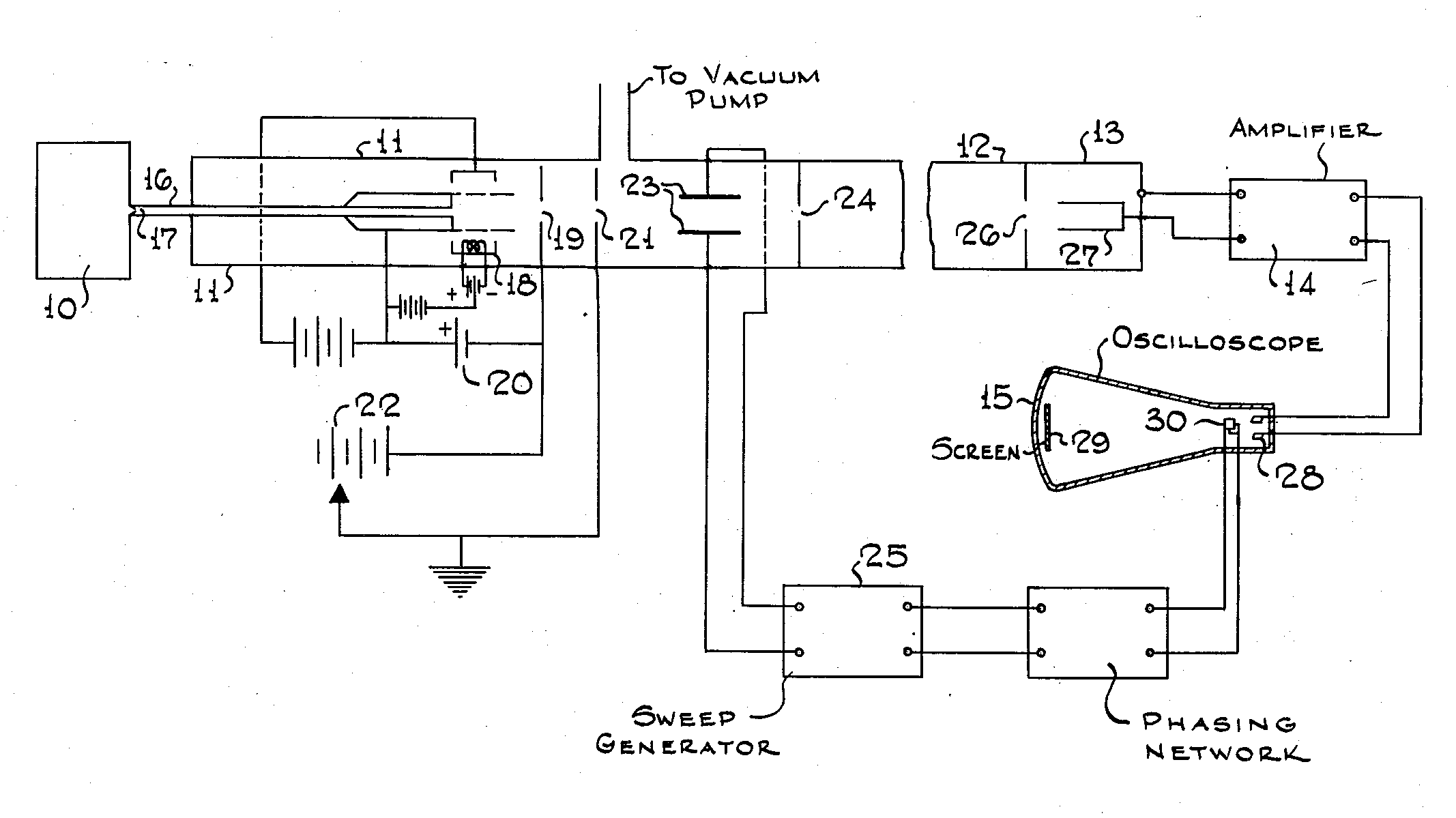
Schema tratto dal brevetto TOF del 1952 di William E. Stephens.

L'energia potenziale di una particella carica in un campo elettrico è legata alla sua carica e alla forza del campo elettrico:
{\displaystyle E_{p}=qU} [1]
dove Ep è l'energia potenziale, q è la carica della particella, e U è la differenza del potenziale elettrico (nota anche come voltaggio o tensione).
Quando la particella carica viene accelerata dentro il tubo a tempo di volo tramite il voltaggio U, la sua energia potenziale viene convertita in energia cinetica. L'energia cinetica di ogni massa è:
{\displaystyle E_{k}={\frac {1}{2}}mv^{2}} [2]
In realtà, l'energia potenziale è convertita in energia cinetica, nel senso che le equazioni [1] e [2] sono uguali
{\displaystyle E_{p}=E_{k}} [3]
{\displaystyle qU={\frac {1}{2}}mv^{2}} [4]
La velocità della particella carica dopo l'accelerazione non muterà dal momento che si muove in un tubo a tempo di volo a campo libero. La velocità della particella può essere determinata nel tubo a tempo di volo dato che la lunghezza della traiettoria  (d) del volo dello ione è nota e il tempo del suo volo (t) può essere misurato usando un digitalizzatore del transiente (transient digitizer) o un convertitore digitale TDC.
Perciò,
{\displaystyle v={\frac {d}{t}}} [5]
e sostituendo il valore di v dell'Eqn [5] nell'Eqn [4].
{\displaystyle qU={\frac {1}{2}}m\left({\frac {d}{t}}\right)^{2}} [6]
Riordinando l'Eqn [6] in modo che il tempo di volo sia espresso da tutto il resto:
{\displaystyle t^{2}={\frac {d^{2}}{2U}}{\frac {m}{q}}} [7]
Prendendo la radice quadrata del tempo
{\displaystyle t={\frac {d}{\sqrt {2U}}}{\sqrt {\frac {m}{q}}}} [8]
Questi fattori del tempo di volo sono stati volutamente raggruppati. {\displaystyle {\frac {d}{\sqrt {2U}}}} contiene le costanti che in linea di principio non cambiano quando un insieme di ioni vengono analizzati in un singolo impulso di accelerazione. L'Eqn 8 può perciò essere data come:
{\displaystyle t=k{\sqrt {\frac {m}{q}}}} [9]
dove k è una costante di proporzionalità che rappresenta fattori relativi alle regolazioni strumentali e alle caratteristiche.
L'Eqn [9] rivela più chiaramente che il tempo di volo dello ione varia con la radice quadrata del suo rapporto massa/carica (m/q).
Consideriamo un esempio reale di uno spettrometro di massa a tempo di volo MALDI  usato per produrre lo spettro di massa dei peptidi triptici di una proteina. Supponiamo che la massa di un peptide triptico sia di 1000 dalton (Da). Il tipo di ionizzazione dei peptidi prodotto dal MALDI è in genere di ioni +1, così q = e in entrambi i casi. Supponiamo che lo strumento sia regolato per accelerare gli ioni con U = un potenziale di 15.000 volt (15 kilovolt, o 15 kV). E supponiamo che la lunghezza del tubo di volo sia di 1,5 metri (tipico). Tutti gli elementi necessari per calcolare il tempo di volo degli ioni sono conosciuti per l'Eqn [8], che è valutata prima dello ione di massa 1000 Da:
{\displaystyle t={\frac {1.5\;\mathrm {m} }{\sqrt {2(15000\;\mathrm {V} )}}}{\sqrt {\frac {(1000Da)(1.672621\times 10^{-27}\mathrm {kg\;Da} ^{-1})}{+1.602\times 10^{-19}\;\mathrm {C} }}}} [10]
Si noti che la massa doveva essere convertita da dalton (Da) a chilogrammi (kg) per consentire di valutare l'equazione nelle unità corrette. Il valore finale espresso in secondi deve essere:
{\displaystyle t=2.792\times 10^{-5}\mathrm {s} }
che è circa 28 microsecondi. Se ci fosse uno ione di peptide triptico caricato singolarmente con una massa di 4000 Da, che è quattro volte più grande della massa di 1000 Da, ci sarebbe voluto il doppio del tempo, o circa 56 microsecondi per attraversare il tubo di volo, dato che il tempo è proporzionale alla radice quadrata del rapporto massa/carica.

## Estrazione ritardata
La risoluzione di massa può essere migliorata nello Spettrometro di massa MALDI-TOF assiale in cui la produzione di ioni avviene nel vuoto, consentendo lo scroscio (burst) iniziale di ioni e neutri prodotti dall'impulso laser per equilibrare e lasciare che gli ioni viaggino per un tratto perpendicolarmente al piatto del campione prima di essere accelerati nel tubo di volo. L'equilibrio di ioni nel pennacchio (plume) di plasma prodotto durante il desorbimento/ionizzazione avviene in circa 100 ns o meno, dopo che la maggioranza degli ioni indipendentemente dalla loro massa iniziano a muoversi dalla superficie con una certa velocità media. Per compensare la diffusione di questa velocità media e migliorare la risoluzione di massa, è stato proposto di ritardare l'estrazione di ioni dalla loro sorgente verso il tubo di volo da poche centinaia di nanosecondi ad alcuni microsecondi rispetto all'impulso laser. Questa tecnica viene riferita come "intervallo di tempo di messa a fuoco" (time-lag focusing)  per la ionizzazione di atomi o molecole tramite Ionizzazione multifotonica amplificata dalla risonanza o per mezzo della ionizzazione elettronica ad impatto in un gas rarefatto e l'"estrazione ritardata"  per gli ioni prodotti generalmente dal desorbimento/ionizzazione laser di molecole adsorbite su superfici piane o microcristalli posizionati sulla superficie piana conduttiva.
L'estrazione ritardata si riferisce generalmente alla modalità del funzionamento delle sorgenti di ioni nel vuoto quando l'inizio del campo elettrico responsabile dell'accelerazione (estrazione) degli ioni nel tubo di volo viene ritardato di qualche breve lasso di tempo rispetto all'evento di ionizzazione (o desorbimento/ionizzazione). Questo differisce da un caso di campo di estrazione costante dove gli ioni sono accelerati  istantaneamente al momento della formazione. L'estrazione ritardata è spesso usata con il MALDI o con sorgenti di ioni di desorbimento/ionizzazione laser (LDI) dove gli ioni da analizzare sono prodotti in un pennacchio in espansione che si spostano dal piatto del campione ad alta velocità (400–1000 m/s). Dato che lo spessore dei pacchetti di ioni che arrivano al rivelatore è importante per la risoluzione di massa, al primo esame può sembrare per niente intuitivo consentire al pennacchio di ioni di espandersi ulteriormente prima dell'estrazione. L'estrazione ritardata fornisce più di una compensazione alla velocità iniziale acquisita dagli ioni: fornisce lo stesso tempo d'arrivo al rivelatore degli ioni con lo stesso rapporto massa/carica, ma con differenti velocità iniziali.
Nella loro estrazione ritardata gli ioni prodotti nel vuoto, aventi una minore quantità di moto in direzione dell'estrazione, iniziano ad essere accelerati a un più alto potenziale a causa del fatto di essere più distanti dal piatto di estrazione quando il campo di estrazione è avviato. Al contrario, gli ioni con maggiore velocità acquisita in avanti cominceranno a essere accelerati a un potenziale minore dal momento che sono più vicini al piatto di estrazione. All'uscita dalla regione di accelerazione, gli ioni più lenti nella parte posteriore del pennacchio saranno accelerati ad una maggiore velocità rispetto a quelli inizialmente più veloci nella sua parte anteriore. Quindi, dopo l'estrazione ritardata, un gruppo di ioni che lascia prima la sua sorgente ha una velocità inferiore nella direzione dell'accelerazione rispetto ad un altro gruppo di ioni che lascia la sua sorgente più tardi ma con una maggiore velocità. Quando i parametri della sorgente di ioni sono regolati correttamente, il gruppo più veloce di ioni raggiunge quello più lento a una certa distanza dalla sorgente di ioni, quindi il piatto del rivelatore collocato a tale distanza, rileva l'arrivo simultaneo di questi gruppi di ioni. A suo modo, l'applicazione tardiva del campo di accelerazione agisce come un elemento unidimensionale con messa a fuoco a tempo di volo.

## Specchio ionico TOF

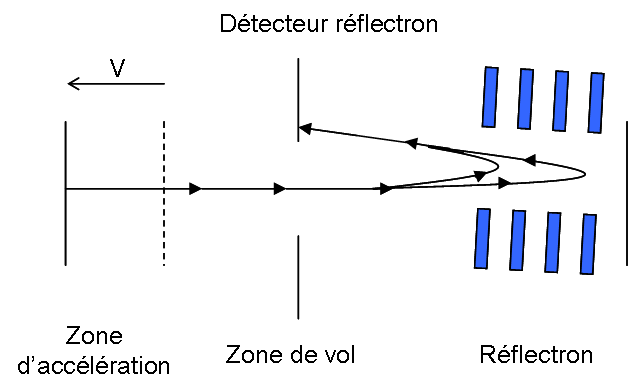
Schema di uno specchio ionico TOF MS

La distribuzione di energia cinetica in direzione del volo di ioni può essere corretta mediante uno specchio ionico (o reflectron). Il reflectron usa un campo elettrostatico costante per riflettere il fascio di ioni verso il rilevatore. Gli ioni più energici penetrano più a fondo nello specchio ionico, prendendo un percorso leggermente più lungo verso il rivelatore. Gli ioni meno energetici che hanno lo stesso rapporto carica/massa penetrano a una distanza più breve nel reflectron e, in modo corrispondente, prendono un percorso più breve per arrivare al rivelatore. 

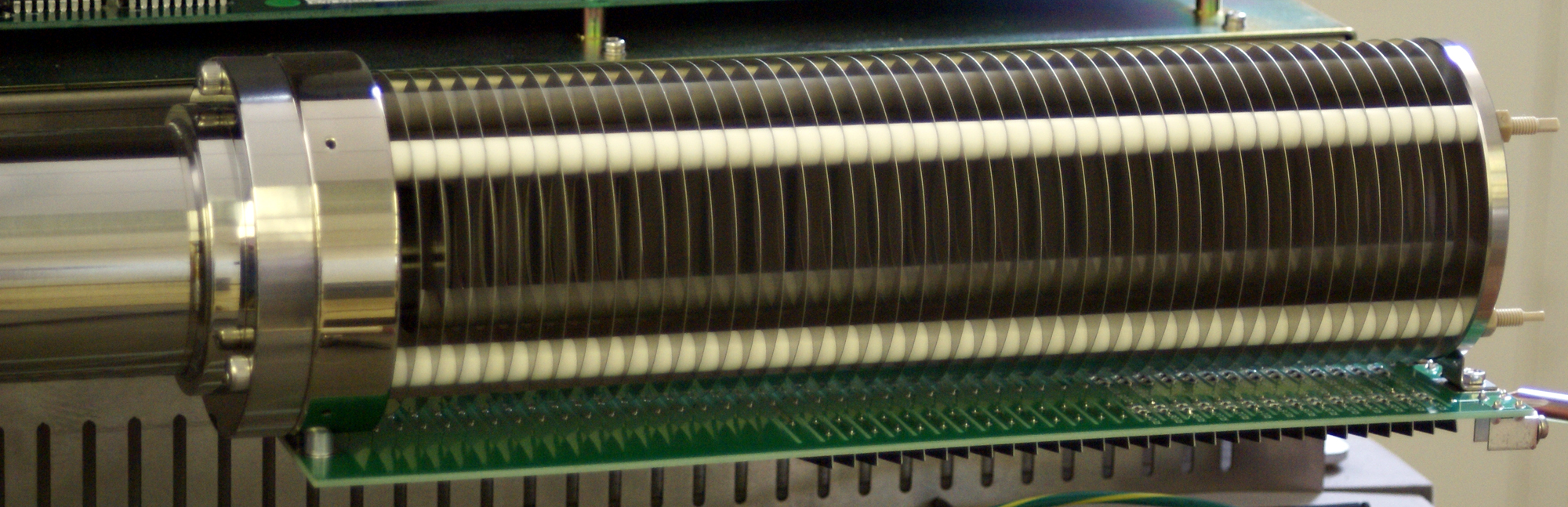
Uno specchio ionico a doppio stadio da uno strumento IT-TOF di Shimadzu. I 46 piatti metallici portano le tensioni che stabiliscono il gradiente potenziale.

 La superficie piana del rivelatore di ioni, in genere un rivelatore a piatto di microcanali (MCP, microchannel plate) viene posto nel punto in cui ioni con energie differenti riflessi dal reflectron colpiscono una superficie del rivelatore e allo stesso tempo vengono contati per quanto riguarda l'insorgenza dell'impulso di estrazione nella sorgente di ioni. Un punto di arrivo simultaneo di ioni della stessa massa e carica, ma con diverse energie viene spesso definito come fuoco del tempo volo (time-of-flight focus).
Un ulteriore vantaggio per il dispositivo re-TOF è che la traiettoria di volo si realizza due volte in una data lunghezza dello strumento.

## Ingresso di ioni
L'ingresso di Bradbury-Nielsen è un tipo di ingresso di ioni (ion gate) utilizzato negli spettrometri di massa e negli spettrometri a mobilità di ioni, come pure negli spettrometri di massa TOF della trasformata di Hadamard. L'ingresso (shutter) di Bradbury-Nielsen è ideale per isolare gli ioni su un ristretto campo di variabilità di massa insieme agli spettrometri di massa MALDI (TOF/TOF).

## Accelerazione ortogonale a tempo di volo

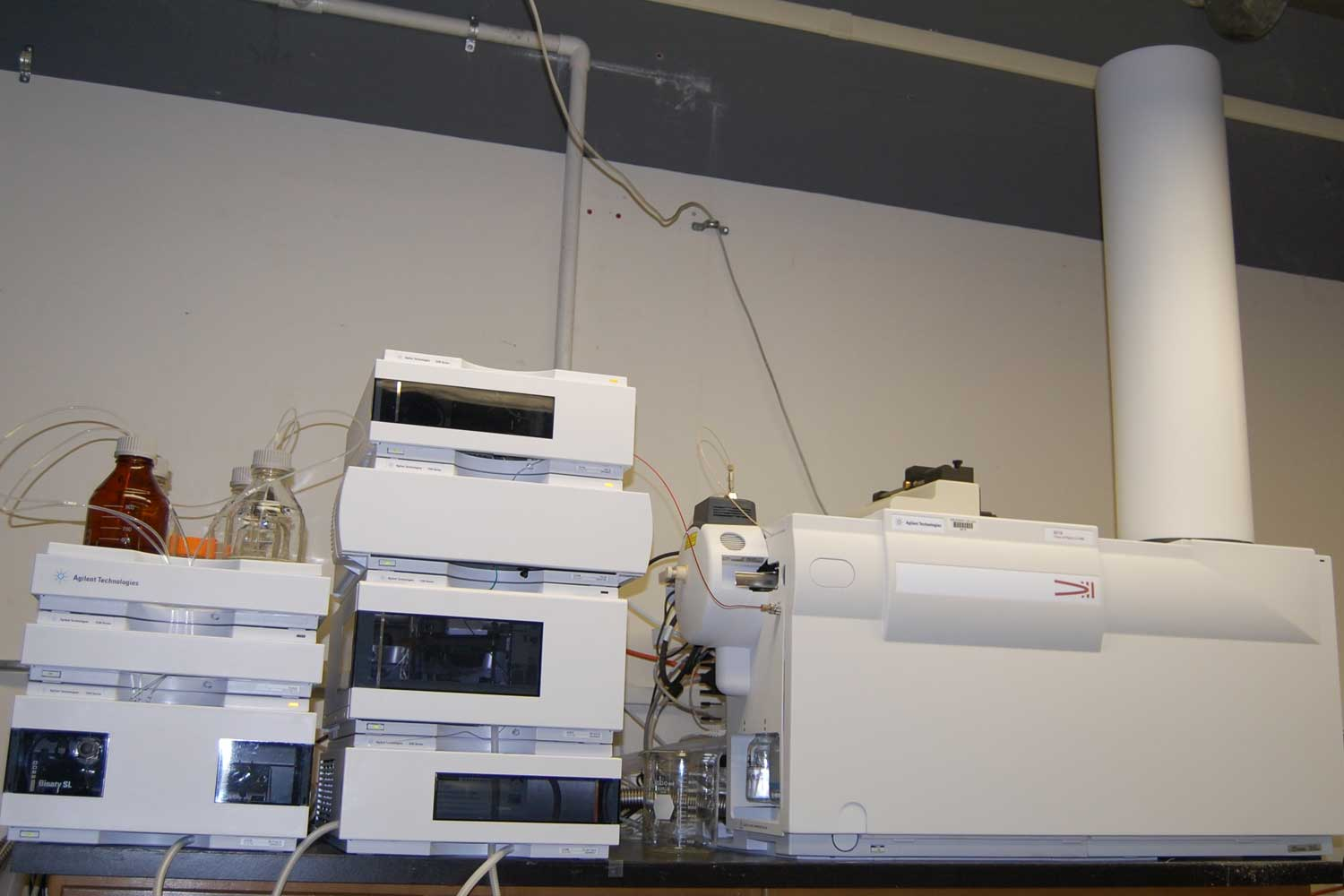
Spettrometro di massa a tempo di volo ortogonale Agilent 6210 con ionizzazione a elettrospray (destra) e HPLC (sinistra)

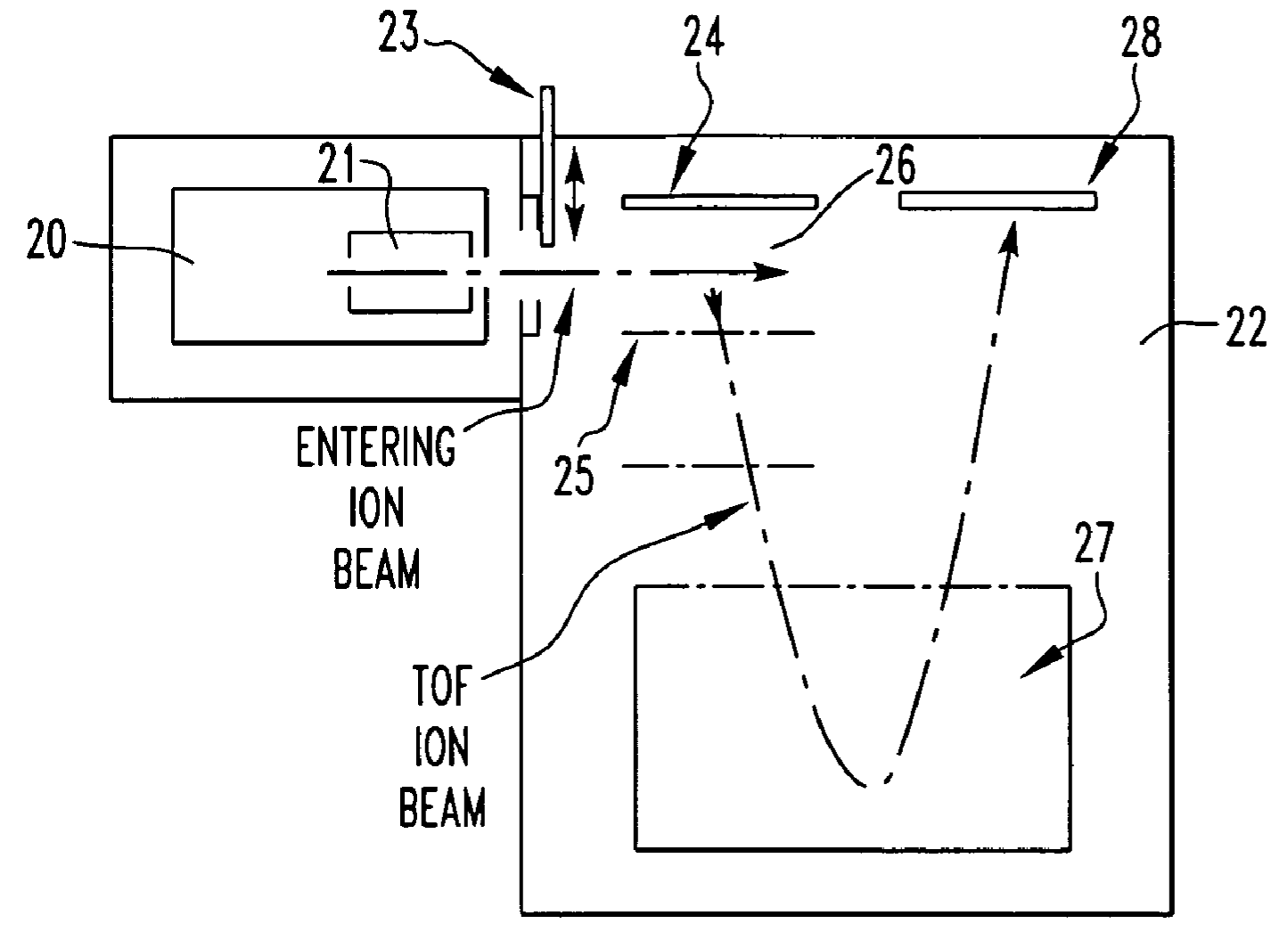
Schema di spettrometro di massa a tempo di volo ad accelarazione ortogonale: 20 – sorgente ionica; 21 – trasporto di ioni; 22 – tubo di volo; 23 – valvola di isolamento; 24 – piatto repellente (repeller); 25 – griglie; 26 – area di accelerazione; 27 – specchio ionico; 28 – rilevatore.

Le sorgenti di ioni continue - la più comune ionizzazione a elettronebulizzazione (ESI, electrospray ionization) - sono generalmente interfacciate all'analizzatore di massa TOF tramite "estrazione ortogonale" in cui gli ioni che vi sono introdotti vengono accelerati lungo l'asse perpendicolare alla loro direzione del moto iniziale. L'accelerazione ortogonale combinata con il raffreddamento ionico di collisione permette di separare la produzione di ioni della sorgente di ioni e l'analisi di massa. In questa tecnica, può essere raggiunta un'alta risoluzione per gli ioni prodotti nelle sorgenti MALDI o ESI. Prima di entrare nella regione di accelerazione ortogonale o pulsatore (pulser), gli ioni prodotti dalle sorgenti continue (ESI) o pulsate (MALDI) sono focalizzati (raffreddati) in un fascio di piccolo diametro per mezzo di collisioni con un gas residuo nelle guide multipolari RF. Un sistema di lenti elettrostatiche montate nella regione a vuoto spinto, prima del generatore di impulsi (pulser), rende il fascio parallelo onde ridurre al minimo la sua divergenza in direzione dell'accelerazione. La combinazione di raffreddamento collisionale di ioni e l'accelerazione ortogonale TOF  ha previsto un aumento significativo nella risoluzione della moderna TOF MS da poche centinaia a diverse decine di migliaia, senza compromettere la sensibilità.

## La trasformata a tempo di volo di Hadamard
La spettrometria di massa TOF della trasformata di Hadamard (TH, Hadamard transform) è un metodo che può essere utilizzato con una sorgente continua di ioni. Laddove la TOFMS tradizionale analizza un pacchetto di ioni alla volta, aspettando che gli ioni giungano al rivelatore, prima di introdurre un altro pacchetto di ioni, l'HT-TOFMS analizza simultaneamente diversi pacchetti di ioni nel tubo di volo. I pacchetti ioni vengono codificati tramite la modulazione del percorso del fascio di ioni nel tempo in una modalità basata su una matrice di Hadamard. Il risultato è che su brevi periodi di tempo, i pacchetti di ioni sono deviati in quello che sembra essere un modo casuale. Gli spettri che ne risultano, tuttavia, possono essere deconvoluti in base alla conoscenza dello schema di codifica.

## Tandem TOF/TOF
La TOF/TOF è un metodo della spettrometria di massa tandem dove vengono usati due spettrometri di massa a tempo di volo consecutivamente. Per registrare lo spettro completo degli ioni del precursore (genitore) il TOF/TOF opera in modalità MS. In questa modalità, l'energia del laser a impulsi è scelta leggermente al di sopra dell'inizio del MALDI per la matrice specifica in uso onde garantire il compromesso tra un rendimento di ioni per tutti gli ioni genitori e riducendo la loro stessa frammentazione. Quando si opera in una modalità tandem (MS/MS), l'energia del laser viene aumentata notevolmente al di sopra della soglia del MALDI. Il primo spettrometro di massa TOF (fondamentalmente, un tubo di volo che finisce con il selettore di ioni sincronizzato) isola gli ioni precursori di scelta usando un filtro di velocità, tipicamente, del tipo Bradbury-Nielsen, e il secondo TOF-MS (che include il post acceleratore, il tubo di volo, lo specchio ionico e il rivelatore di ioni) analizza gli ioni frammentati che nel MALDI TOF/TOF risultano dal decadimento degli ioni precursori eccitati vibrazionalmente al di sopra del loro livello di dissociazione nella sorgente del MALDI (il decadimento dopo la sorgente ). La frammentazione ionica aggiuntiva implementata in una cella di collisione ad alta energia può essere aggiunta al sistema per aumentare il tasso di dissociazione degli ioni precursori eccitati vibrazionalmente. Alcuni progetti includono gli estintori (quenchers) del segnale precursore come una parte del secondo TOF-MS onde ridurre il carico di corrente istantanea sul rivelatore di ioni.

## Rivelatori
Uno spettrometro di massa a tempo di volo (TOFMS) è costituito da un analizzatore di massa e un rivelatore. Per esperimenti TOF di laboratorio viene utilizzata una sorgente di ioni (ad impulsi o continua), non necessaria per gli analizzatori TOF utilizzati nello spazio, dove il sole o le ionosfere planetarie forniscono gli ioni. L'analizzatore di massa TOF può essere un tubo di volo lineare o un reflectron (specchio ionico). Il rivelatore di ioni è costituito tipicamente da un rivelatore a piatto di microcanali o da un veloce moltiplicatore ad emissione secondaria (SEM, secondary emission multiplier) dove il primo piatto del convertitore (dinodo) è piano. Il segnale elettrico dal rilevatore è registrato per mezzo di un convertitore tempo-digitale (TDC, time-to-digital converters) o un veloce convertitore analogico/digitale (ADC, analog-to-digital converter). Il TDC viene soprattutto utilizzato in combinazione con strumenti TOF di accelerazione ortogonale (oa, orthogonal-acceleration).
I convertitori tempo-digitale registrano l'arrivo di un singolo ione a "contenitori" (bins) di tempo discreti; la soglia discrimina tra il rumore e gli eventi di arrivo degli ioni. Dopo la discriminazione, i veloci impulsi elettrici a forma gaussiana di ampiezze diverse sono convertiti in impulsi di forma comune (per es., impulsi compatibili con la circuiteria logica TTL) inviate alla TDC per mezzo del discriminatore a frazione costante (CFD, constant fraction discriminator), che rappresenta la variazione di guadagno del MCP o SEM.
Il TDC è un rivelatore del numero (counting) degli ioni - può essere estremamente veloce (fino a una risoluzione di qualche picosecondo), ma il suo intervallo dinamico è limitato a causa della sua incapacità a contare correttamente gli eventi quando più di uno ione colpisce simultaneamente il rivelatore. Questo problema dell'intervallo dinamico limitato può essere mitigato usando un sistema multiplo di TDC in cui ogni TDC registra segnali da un unico mini-anodo del rivelatore MCP con anodi multipli. Il risultato del limitato intervallo dinamico è che il numero di ioni rilevati in uno spettro è alquanto piccolo. Per ottenere picchi con intensità statisticamente accettabili, si richiede la somma di centinaia di singoli spettri di massa. Questa condizione può essere soddisfatta utilizzando la frequenza di ripetizione molto alta di estrazioni di ioni dal tubo TOF come negli analizzatori di massa oa-TOF che operano a frequenze di ripetizione di 10–20 kHz. In spettri di massa combinati, ottenuti dalla somma di un numero elevato di eventi di rilevazione del singolo ione, ogni picco è in realtà un istogramma ricavato sommando i numeri (counts) di ogni singolo contenitore (bin). Perché la registrazione dell'arrivo del singolo ione con la TDC produca soltanto un unico punto di tempo (per es., un "contenitore" di tempo contenente il massimo degli impulsi elettrici riflettenti l'evento di un singolo colpo), la TDC elimina la frazione della larghezza di picco negli spettri combinati determinati per mezzo di un tempo di risposta limitato del rivelatore MCP. Questo si propaga nella risoluzione migliore di massa.
Il moderno convertitore analogico-digitale di 4 GHz digitalizza la corrente di ioni pulsata dal rivelatore MCP ad intervalli di tempo discreti (250 picosecondi). Il tipico ADC di 4 GHz a 8 bit ha un intervallo dinamico molto più alto rispetto al TDC, che permette il suo utilizzo in strumenti MALDI-TOF, con le sue correnti di picco elevato. Per registrare il segnale analogico veloce dal rilevatore MCP è necessario misurare con attenzione l'impedenza dell'anodo del rivelatore con la circuiteria di ingresso dell'ADC (preamplificatore) per minimizzare il "suono" (ringing). La risoluzione di massa negli spettri di massa registrati con l'ADC può essere migliorata utilizzando rivelatori MCP con tempi di risposta più brevi.

## Applicazioni
Il desorbimento/ionizzazione laser assistito da matrice (MALDI, Matrix-Assisted Laser Desorption/Ionization) è una tecnica di ionizzazione a impulsi che è prontamente compatibile con la TOFMS.
Anche la tomografia a sonda atomica si avvale dello spettrometria di massa TOF.